# محمد علي القاضي الطباطبائي
محمد علي قاضي طباطبائي (بالفارسیة: سید محمدعلی قاضی طباطبایی) (1914 - 1979)، هو سياسي إيراني ورجل دين شيعي، وأول إمام جمعة في تبريز وممثل المرشد الأعلى في شرق أذربيجان. ولد في تبريز، أذربيجان الشرقية. كان عضوا في حزب الجمهورية الشعبية الإسلامية في تبريز. اغتيل على يد مجاهدي خلق الإيرانية أثناء الصلاة في تبريز. اعطي في إيران لقب شهيد المحراب الأول.

## من مؤلفاته
ترك السيد القاضي آثاراً علمية كثيرة كتبها باللغتين العربية والفارسية نذكر هنا بعضا منها :
- 1 ـ الاجتهاد والتقليد.
- 2 ـ الفوايد.
- 3 ـ خاندان عبد الوهاب.
- 4 ـ كتاب في علم الكلام.
- 5 ـ أجوبة الشبهات الواهية.
- 6 ـ رسالة في اثبات وجود الامام (ع) في كل زمان.
- 7 ـ حاشيه بر كتاب رسايل شيخ انصارى.
- 8 ـ حاشيه بر كتاب كفاية الاصول آخوند خراسانى.
- 9 ـ تاريخ قضا در اسلام.
- 10 ـ حديقة الصالحين.